# Den äventyrlige Simplicissimus

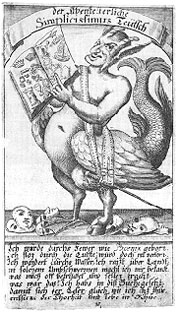
Förstasidan till boken Der Abentheuerliche Simplicissimus Teutsch

Den äventyrlige Simplicissimus (tysk originaltitel: Der Abentheuerliche Simplicissimus Teutsch) är en roman av Hans Jakob Christoffel von Grimmelshausen från 1668 som första gången översattes till svenska 1944.
Romanen är från trettioåriga krigets tid och är ett mellanting av självbiografi och pikareskroman, sammansatt av brutal realism, grotesk folkhumor och medeltidsfärgat fantasteri.
Simplicius Simplicissimus är en opera av Karl Amadeus Hartmann baserad på romanen, uruppförd 1948.